# Liina Orlova
Liina Orlova est une actrice estonienne née le 13 septembre 1941 dans l'oblast de Tcheliabinsk, URSS.

## Biographie
En 1959, elle étudiait à la Tallinna Reaalkool (et) et en 1965à la Eesti Muusika- ja Teatriakadeemia lavakunstikool (et). De 1965 à 1972 (avec un pause entre 1968 et 1970) elle joua au  théâtre de la jeunesse de la RSS d'Estonie puis de 1972 à 1984 au Théâtre de Vanemuine. Et de 1984 à 1992, elle était au Théâtre dramatique d'Estonie.
Elle fut l'épouse de Viktor Avdyushko et est la mère de l'actrice Maria Avdjuško (et).

## Filmographie
Cinéma
- 1965 : Supernoova (film) (et)
- 1986 : Õnnelind flamingo (et)
- 2010 : Punane elavhõbe (film) (et)

Télévision
- 2006 : Kelgukoerad (et)